# Eumeces schneideri
Eumeces schneideri là một loài thằn lằn trong họ Scincidae. Loài này được Daudin mô tả khoa học đầu tiên năm 1802.

## Hình ảnh

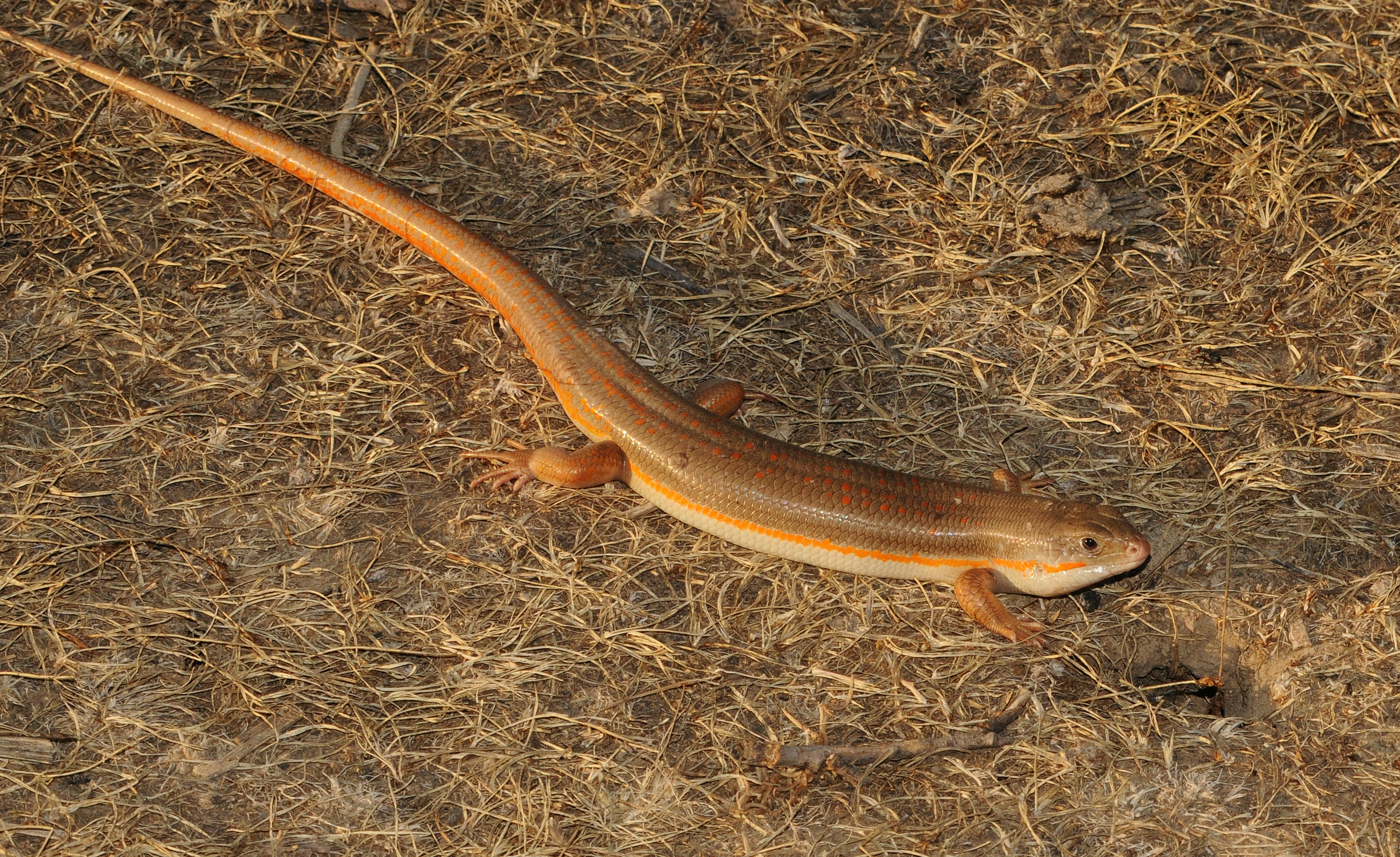
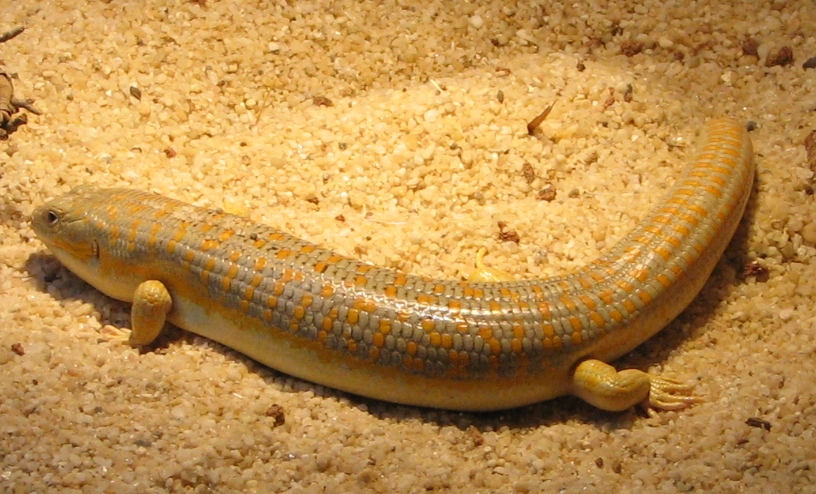
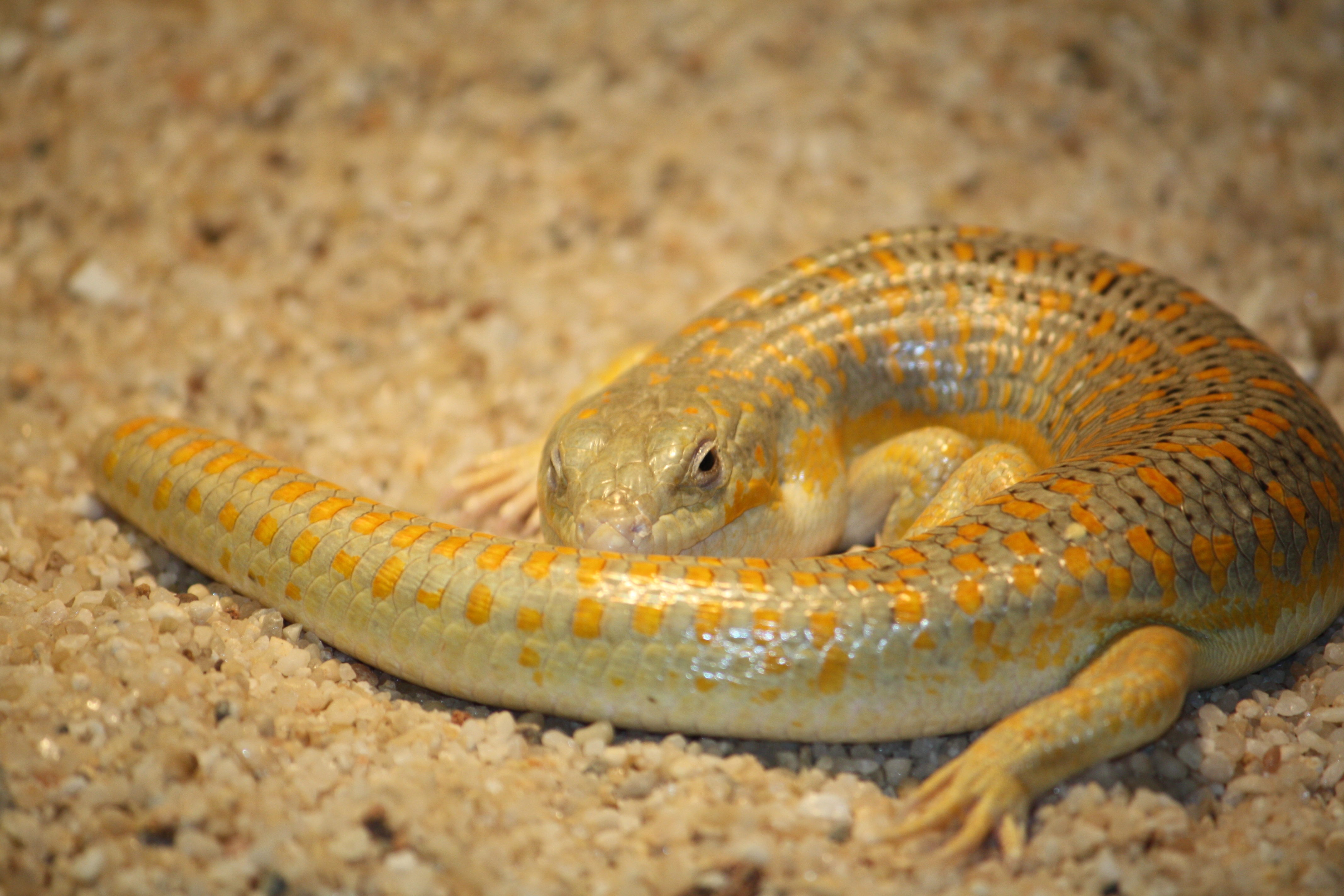